# Вайсброт Євгеній Павлович
Євгеній Павлович Вайсброт (рос. Евгений Павлович Вайсброт, 23 червня 1923 — 1 червня 2006) — російський перекладач з польської мови. Відомий своїми перекладами фантастів Станіслава Лема, Анджея Сапковського, Кшиштофа Боруня, Стефана Вайнфельда, Януша Зайделя, Конрада Фіалковського та інших.

## Ранні роки
Ветеран Другої світової війни. На війні був тяжко поранений. Нагороджений медалями «За відвагу» та «За взяття Кенігсберга». В 1980 році з нагоди 35-річчя Перемоги отримав орден Вітчизняної війни.
Після війни закінчив Московський гірничий університет. Працював на свинцевих рудниках, викладав у школі фізику, астрономію, німецьку мову.

## Перекладацтво
Першим його опублікованим перекладом була розповідь С. Лема «Випробування», яку опублікував журнал «Зміна» в 1959 році. Мешкав Вайсброт на той момент в Обнінську..
Загальна кількість перекладених і опублікованих Вайсбротом творів усіх форм перевищує півсотні. У 1988 році отримав грамоту «За пропаганду польської фантастики» — спеціальну нагороду видавців фантастичної літератури за пропаганду польської літератури за кордоном і перекладацьку діяльність в 1987—1988 роках.
У 1997 році був номінований на премію «Мандрівник» за переклад збірок оповідань Анджея Сапковського «Останнє бажання» і «Меч призначення», а в 1999 році — за переклад роману «Вежа Ластівки».